# (6333) Helenejacq
(6333) Helenejacq (1992 LG) – planetoida z pasa głównego asteroid okrążająca Słońce w ciągu 3,21 lat w średniej odległości 2,18 j.a. Odkryta 3 czerwca 1992 roku.